# Ihtaimlat
Hatımillet  (tiếng tiếng Thổ Nhĩ Kỳ: Hatımillet, tiếng Ả Rập: حتملات) Hoặc Ihtimillet (tiếng Ả Rập: احتملات, đã Latinh hoá: Iḩtimillet), Ihtaimlat (tiếng Ả Rập: إحتيملات, đã Latinh hoá: Iḩtaymilāt), Cũng đánh vần Ihtaymilat, Ahtaymalat hoặc Hetemlat, là một thị trấn ở miền bắc Aleppo Governorate, tây bắc Syria. Nằm khoảng 35 kilômét (22 mi)   về phía bắc thành phố Aleppo, nó thuộc về hành chính của Nahiya Sawran ở quận Azaz. Các địa phương lân cận bao gồm Sawran 3 km (1,9 mi) về phía tây và Dabiq 3 km (1,9 mi) về phía nam. Trong cuộc điều tra dân số năm 2004, Ihtaimlat có dân số 6.764 người.